# Hôtel de Prusse

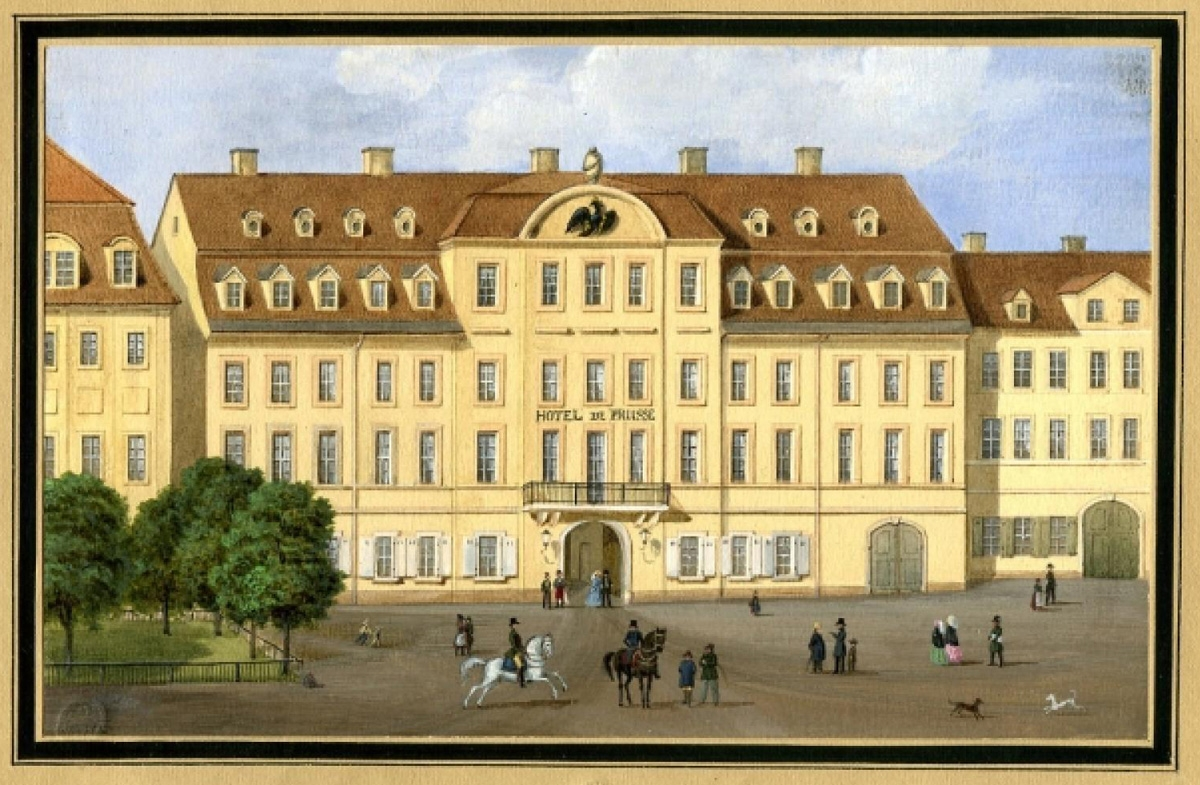
Das Hôtel de Prusse um 1830

Das Hôtel de Prusse (später Preußischer Hof) in Leipzig bestand von 1805 bis 1921. Es verdankte seinen Namen einem früheren Aufenthalt der preußischen Königswitwe.

## Lage
Das Hôtel de Prusse befand sich am Roßplatz mit der Hausnummer 7. Es war getrennt durch das Schrötergäßchen vom Haus Churfürst mit der Nummer 8. Das Schrötergäßchen hatte seinen Namen nach einem Besitzer des Vorgängerbaus des Hotels. Als um 1880 das Schrötergäßchen zur Kurprinzstraße erweitert wurde, erhielt das Hotel die Adresse Kurprinzstraße 2. Die Kurprinzstraße heißt seit 1950 Grünewaldstraße.

## Geschichte
Im Jahr 1720 eröffnete der Weinhändler Johann Martin Hemm auf dem Grundstück das Gasthaus Goldener Helm. Das als vornehm bezeichnete Haus wurde während des 18. Jahrhunderts mehrmals umgebaut und führte auch verschiedene Namen, wie Zum Helm oder Zum offenen Helm, bis es schließlich 1805 zum Hôtel de Prusse wurde.
Das Hotel war eine Vierseitanlage um einen Hof und mit einem dahinter liegenden Garten. Der dreigeschossige zum Roßplatz gewandte Flügel hatte eine Breite von fünfzehn Fensterachsen, von denen die mittleren fünf ihren oberen Abschluss in einem Zwerchhaus fanden, auf dem in einem Rundbogen der preußische Adler prangte. Das Zwerchhaus mit den benachbarten Dachgauben wurde etwa Mitte des 19. Jahrhunderts zum dritten Obergeschoss ausgebaut.

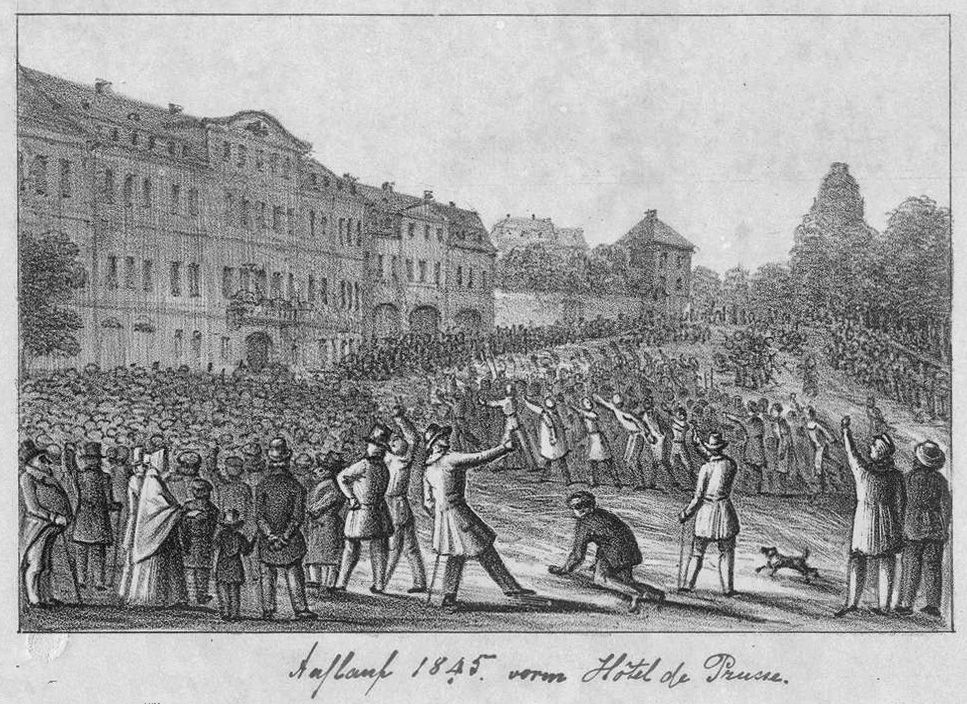
Auflauf vor dem Hotel 1845, Auftakt zum Leipziger Gemetzel

Das Haus beherbergte mehrere prominente Gäste: Vom 18. zum 19. Oktober 1806 übernachtete der französische General Louis-Nicolas Davout auf seinem Weitermarsch nach der siegreichen Schlacht von Auerstedt. Im Jahre 1808 nutzte der russische Zar Alexander I. das Hotel während einer Fahrt nach Erfurt zu einem Treffen mit Napoleon. Letzterer weilte am 4. Dezember 1812 bei seinem Rückzug aus Russland für einige Stunden im Haus.
Am 12. August 1845 befahl der sächsische Prinz und spätere König Johann, mit Waffengewalt gegen Demonstranten vor dem Hotel vorzugehen, was zum Leipziger Gemetzel führte, bei dem acht Personen getötet wurden.
Das Hotel wurde 1882 abgerissen und bis 1883 im Stil des Historismus völlig neu aufgebaut, wegen des Platzbedarfs der Kurprinzenstraße nunmehr mit einer schmaleren Front zum Roßplatz. Am 19. Oktober 1913 wurde im Saal des Hotels die Deutsche Lebens-Rettungs-Gesellschaft (DLRG) gegründet. Während des Ersten Weltkriegs war der französische Name des Hotels nicht mehr tragbar, und so hieß es ab 1915 Hotel Preußischer Hof.
Im Jahre 1921 wurde der Hotelbetrieb eingestellt und das Gebäude als Wohnhaus umgebaut. Zwei Säle blieben für den Vergnügungsbetrieb erhalten, das Kabarett Eden und der Arkadia-Tanzpalast. 1945 wurde das Haus bei einem Bombenangriff zerstört. Das Gelände ist noch nicht wieder bebaut.

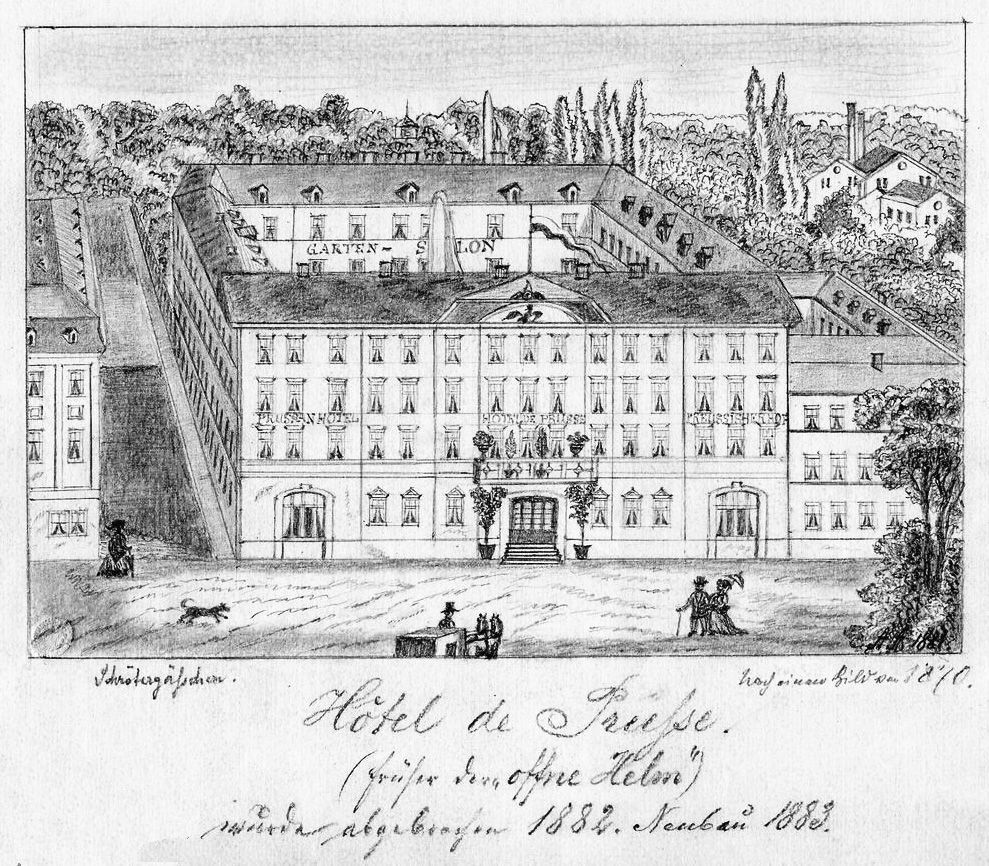
Hotel de Prusse 1870.jpg
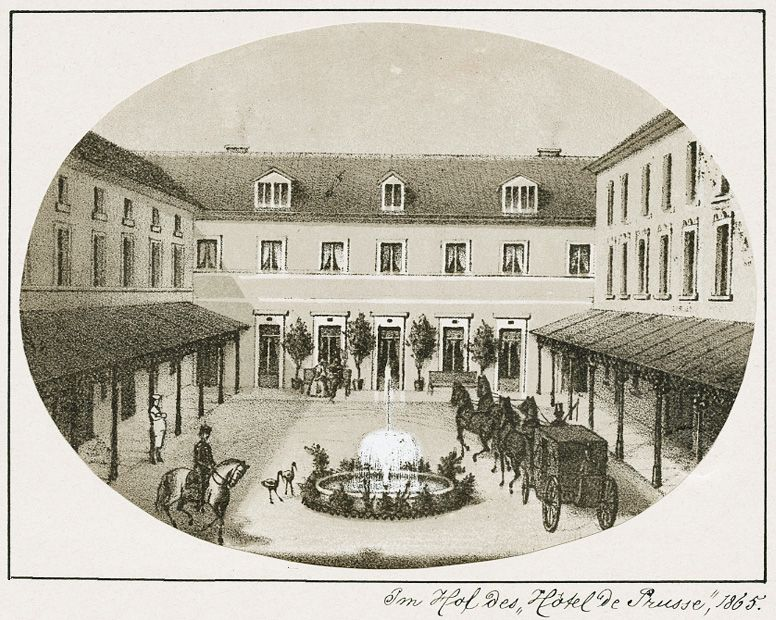
Der Hof, 1865
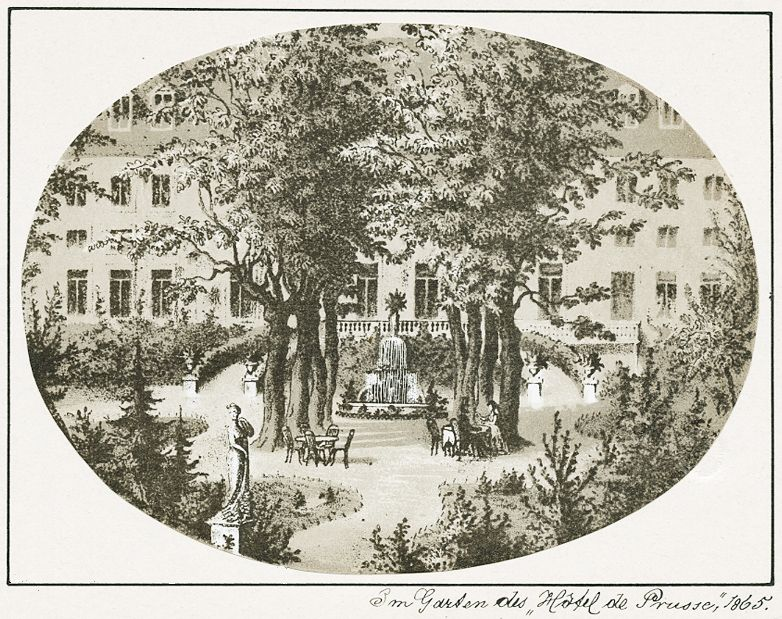
Im Garten, 1865
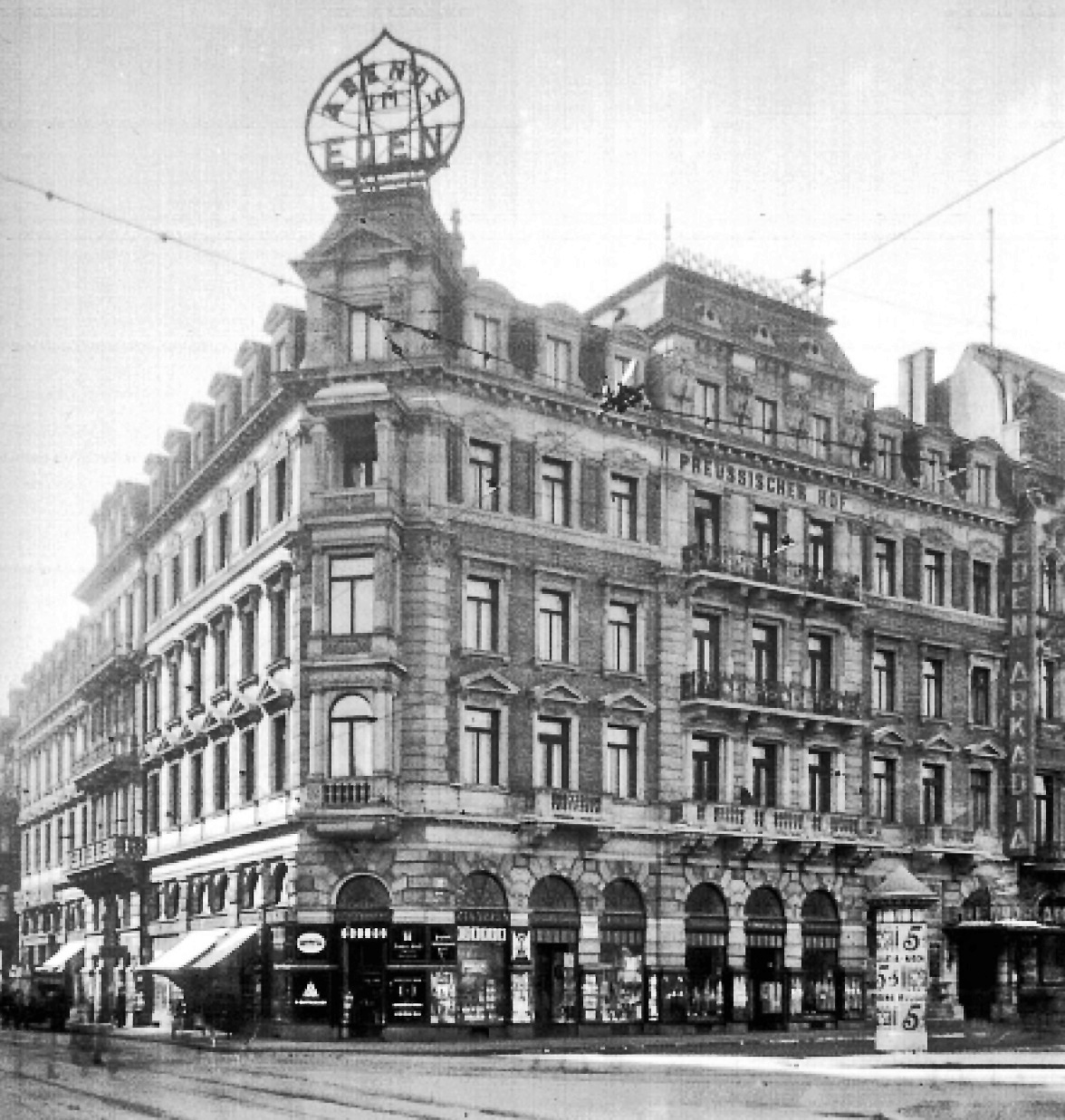
Hotel Preußischer Hof 1917
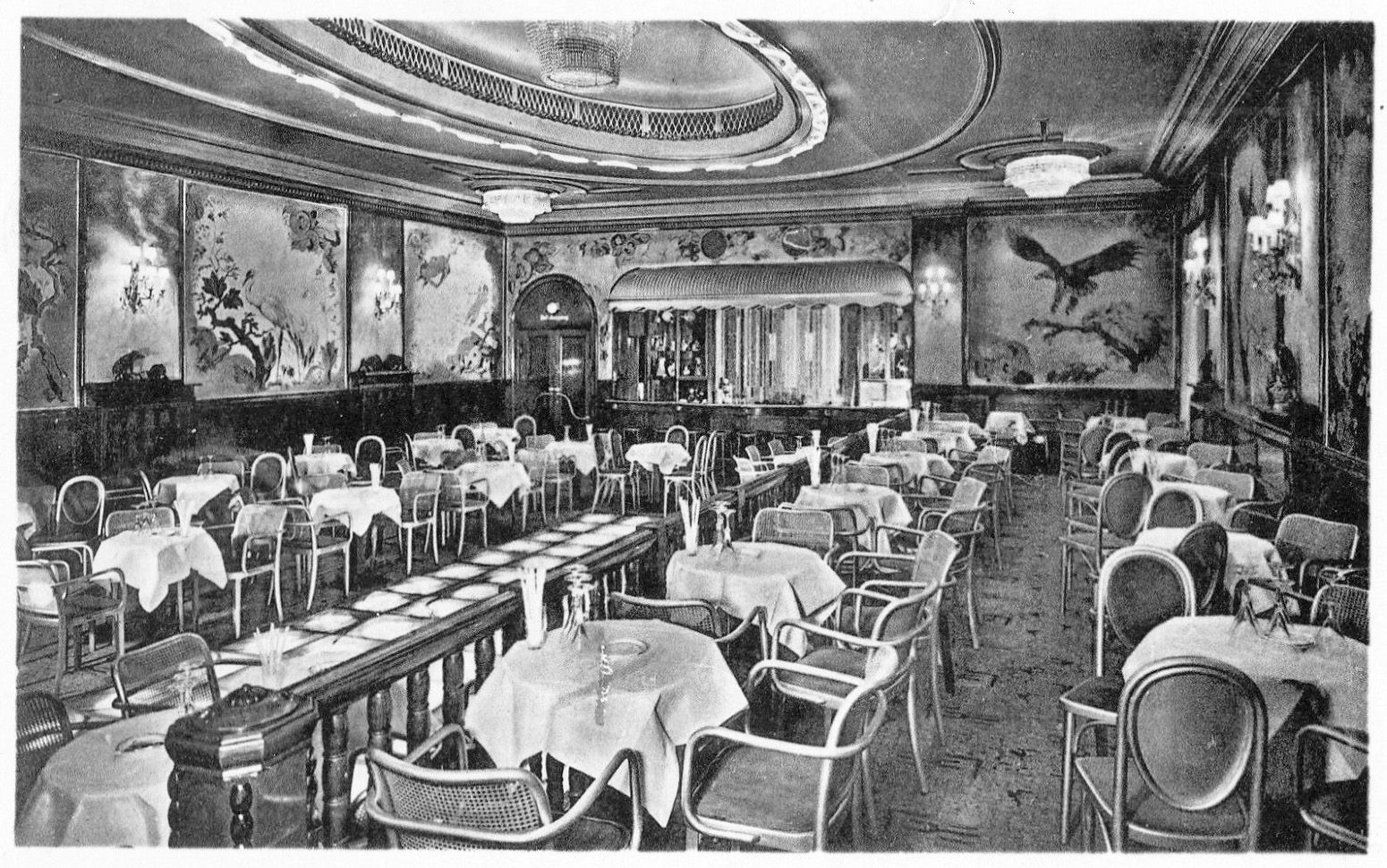
Tanzpalast Arkadia, 1943